# Aphanistes wadai
Aphanistes wadai là một loài tò vò trong họ Ichneumonidae.